# Wendy Boglioli
Wendy Lou Lansbach Boglioli, née le 6 mars 1955 à Merrill dans le Wisconsin est une nageuse américaine.

## Biographie
Aux Jeux olympiques de 1976 à Montréal, elle remporte la médaille d'or sur le 4 × 100 mètres nage libre. Avec ses coéquipières Kim Peyton, Shirley Babashoff et Jill Sterkel, elles améliorent le record du monde sur la distance de près de 4 secondes. Individuellement, elle gagne également une médaille de bronze lors de l'épreuve du 100 m papillon. À la fin de sa carrière sportive, elle devient entraîneur à l'université Yale. Puis, à 40 ans, elle se lance dans la compétition de cyclisme sur piste. Avec succès, car elle remporte huit titres aux US. Masters. Elle reste dans le milieu de la natation en travaillant avec des triathlètes. Elle vit à Seattle avec son mari, elle a trois enfants et deux petits-enfants.